# Billboard Music Awards 2019
Die Billboard Music Awards 2019 wurden am 22. Mai 2019 in der MGM Grand Garden Arena in Paradise, Nevada verliehen. Die Verleihung wurde das zweite Mal in Folge von Kelly Clarkson moderiert.
Cardi B wurde 21-mal und damit am häufigsten in dieser Ausgabe nominiert.

## Künstlerauszeichnungen

### Bester Künstler
- Cardi B
- Drake
- Ariana Grande
- Post Malone
- Travis Scott

### Bester neuer Künstler
- Bazzi
- Juice WRLD
- Lil Baby
- Dua Lipa
- Ella Mai

### Billboard Chart Achievement Award
- Dan + Shay
- Drake
- Ariana Grande
- Lady Gaga & Bradley Cooper
- Dua Lipa

### Bester männlicher Künstler
- Drake
- Post Malone
- Travis Scott
- Ed Sheeran
- XXXTentacion

### Bester weiblicher Künstler
- Cardi B
- Ariana Grande
- Halsey
- Ella Mai
- Taylor Swift

### Beste(s) Duo/Gruppe
- BTS
- Dan + Shay
- Imagine Dragons
- Maroon 5
- Panic! At The Disco

### Bester Billboard 200 Künstler
- Drake
- Ariana Grande
- Post Malone
- Travis Scott
- XXXTentacion

### Bestes Billboard 200 Album
- Scorpion – Drake
- ? – XXXTentacion
- Astroworld – Travis Scott
- Beerbongs & Bentleys – Post Malone
- Invasion of Privacy – Cardi B

### Hot 100 Künstler
- Cardi B
- Drake
- Ariana Grande
- Juice Wrld
- Post Malone

### Bester Streaming Songs Künstler
- Cardi B
- Drake
- Ariana Grande
- Post Malone
- XXXTentacion

### Bester Song Sales Künstler
- Drake
- Ariana Grande
- Imagine Dragons
- Lady Gaga
- Post Malone

### Bester Radio Songs Künstler
- Cardi B
- Drake
- Ariana Grande
- Maroon 5
- Post Malone

### Bester Sozial Künstler
- BTS
- EXO
- GOT7
- Ariana Grande
- Louis Tomlinson

### Bester Touring Künstler
- Beyoncé & Jay-Z
- Bruno Mars
- Ed Sheeran
- Taylor Swift
- Justin Timberlake

### Bester R&B Künstler
- H.E.R.
- Khalid
- Ella Mai
- The Weeknd
- XXXTentacion

### Bester R&B Male Künstler
- Khalid
- The Weeknd
- XXXTentacion

### Beste weibliche R&B Künstlerin
- H.E.R.
- Ella Mai
- Queen Naija

### Bester R&B Tour
- Beyoncé & Jay-Z
- Childish Gambino
- Bruno Mars

### Bester Rap Künstler
- Cardi B
- Drake
- Juice Wrld
- Post Malone
- Travis Scott

### Bester männlicher Rap Künstler
- Drake
- Post Malone
- Travis Scott

### Bester weiblicher Rap Künstler
- Cardi B
- City Girls
- Nicki Minaj

### Beste Rap Tour
- Beyoncé & Jay-Z
- Drake
- Travis Scott

### Bester Country Künstler
- Jason Aldean
- Kane Brown
- Luke Combs
- Dan + Shay
- Florida Georgia Line

### Bester männlicher Country Künstler
- Jason Aldean
- Kane Brown
- Luke Combs

### Beste weibliche Country Künstlerin
- Maren Morris
- Kacey Musgraves
- Carrie Underwood

### Beste(s) Country Duo/Gruppe
- Dan + Shay
- Florida Georgia Line
- Old Dominion

### Beste Country Tour
- Luke Bryan
- Kenny Chesney
- Shania Twain

### Bester Rock Künstler
- Imagine Dragons
- Lovelytheband
- Panic! At The Disco
- Queen
- Twenty One Pilots

### Beste Rock Tour
- Elton John
- The Rolling Stones
- U2

### Bester Latin Künstler
- Anuel AA
- Bad Bunny
- J Balvin
- Ozuna
- Romeo Santos

### Bester Dance/Electronic Künstler
- Calvin Harris
- Kygo
- Marshmello
- Odesza
- The Chainsmokers

### Bester Christian Künstler
- Cory Asbury
- Lauren Daigle
- For King & Country
- Hillsong Worship
- MercyMe

### Bester Gospel Künstler
- Kirk Franklin
- Koryn Hawthorne
- Tori Kelly
- Tasha Cobbs Leonard
- Marvin Sapp

### Icon Award
- Mariah Carey